# Anders Giske
Anders Giske (* 22. November 1959 in Kristiansund) ist ein ehemaliger norwegischer Fußballspieler.

## Leben
Der Verteidiger aus Norwegen kam 1983 in die 1. Bundesliga zum 1. FC Nürnberg. Schnell machte er sich einen Namen in Deutschland und wurde auch für andere Vereine interessant. 1984 wechselte er zu Bayer 04 Leverkusen. Nachdem er dort im ersten Jahr einen Stammplatz hatte, kam er in der Hinrunde der Saison 1985/86 nur noch zu fünf Einsätzen. Unzufrieden darüber ging er im Winter 1986 zurück nach Nürnberg, um dann 1989 wiederum zurück an den Rhein zu wechseln – diesmal auf die andere Seite zum 1. FC Köln. Neben 70 Bundesligaspielen bestritt er auch 5 Pokalpartien und 15 Europapokal-Begegnungen für die Domstädter. Bis auf das eine enttäuschende Halbjahr in Leverkusen war Giske immer Stammspieler in seinen Vereinen und brachte es auf 38 Einsätze in der Nationalmannschaft seines Heimatlandes.
Seine Tochter Madeleine spielte für die Norwegische Fußballnationalmannschaft der Frauen und stand im Kader für die WM 2011 in Deutschland.

## Erfolge
- 1990: Deutscher Vize-Meister
- 1991: DFB-Pokal-Finale

| Personendaten    | Personendaten               |
| ---------------- | --------------------------- |
| NAME             | Giske, Anders               |
| KURZBESCHREIBUNG | norwegischer Fußballspieler |
| GEBURTSDATUM     | 22. November 1959           |
| GEBURTSORT       | Kristiansund                |